# Continental O-200
Il Continental O-200 (designazione aziendale Continental C90) e i suoi derivati formano una famiglia di motori aeronautici a cilindri contrapposti 4 cilindri raffreddati ad aria, prodotto dagli anni quaranta dall'azienda statunitense Teledyne Continental Motors.
La sigla O-200 identifica il modello in base alla sua architettura a cilindri contrapposti (Opposed) ed alla cilindrata espressa in pollici cubi, circa 200 in³. Deriva dal precedente O-190, mantenendo gli stessi cilindri, ma con la corsa aumentata di 1/4 di pollice.
Il motore è costruito con un carter in lega leggera, sul quale sono flangiati singolarmente i cilindri, con canne in acciaio e testate in alluminio filettate direttamente sulle canne. L'alimentazione è a singolo carburatore (eccetto alcune versioni del C-90 predisposte per l'iniezione), la distribuzione ad aste e bilancieri con albero a camme nel basamento, punterie idrauliche e due valvole per cilindro (OHV). La lubrificazione segue lo schema generale del tipo a carter umido, ma la coppa dell'olio è quasi completamente separata dal carter stesso, costituendo una sorta di serbatoio a parte, collegato al carter tramite un collare; all'interno di esso passa il tubo di pescaggio dell'olio, inviato poi alla pompa di mandata del tipo ad ingranaggi, uno dei quali è solidale con l'albero a camme. La pressione durante il funzionamento normale è compresa tra 2,1 e 4,2 bar. L'accensione è a doppio magnete, con due candele per cilindro, con un anticipo fisso di 28 gradi; i magneti sono comunque dotati di un meccanismo che ritarda e potenzia l'accensione ai bassi giri compatibili con la fase di avviamento. La trasmissione del moto tra albero motore, albero a camme e accessori (magneti, alternatore, motorino di avviamento, presa di moto del contagiri, ecc.) avviene totalmente mediante ingranaggi contenuti nella scatola accessori integrale nella parte posteriore del motore. Una particolarità della distribuzione è che, per via del disallineamento dei cilindri tra le bancate opposte caratteristico dei motori "boxer", le aste di comando delle valvole di scarico tra coppie di cilindri opposti risultano invece allineate, consentendo di condividere la relativa camma; in questo modo l'albero a camme presenta solo sei camme rispetto alle otto che sarebbero necessarie, risultando quindi più corto e leggero.
Nella parte frontale è presente la predisposizione per la pompa a vuoto (per alimentazione degli strumenti giroscopici) e la pompa meccanica della benzina, azionati rispettivamente da un ingranaggio conico ed un eccentrico presenti sull'albero a camme.
La serie O-200 copre la fascia tra i 90 e i 100 hp (67-75 kW). Il C-90 esprime la sua massima potenza di 95 cavalli al decollo ad un regime di 2625 RPM, e la potenza continuativa di 90 cavalli a 2475 RPM, mentre l'O-200 esprime la sua potenza massima continuativa di 100 cavalli ad un regime di 2750 RPM.
Il motore nasce per la benzina avio 80/87 ottani, ma può funzionare senza problemi anche con l'Avgas 100 LL, e può essere certificato per la benzina da autotrazione. Il tempo di funzionamento tra le revisioni è 1800 ore.

## Versioni

### O-200/C-90
C-90Versione iniziale, 95 hp (71 kW) al decollo, 90 hp (67 kW), continuativi
O-200-AModello standard per configurazione ad elica traente, 100 hp (75 kW) continuativi
O-200-BModello con albero a gomiti e carter modificati per configurazione ad elica spingente, 100 hp (75 kW) continuativi
O-200-CModello con predisposizione per elica a passo variabile, 100 hp (75 kW) continuativi
O-200-DVariante alleggerita del modello "A", 100 hp (75 kW) continuativi, adatto al mercato LSA

## Utilizzatori
(lista parziale)
 Italia
- Aermacchi MB.308
- Aviamilano P 19 Scricciolo

 Stati Uniti
- Cassutt Special
- Champion 7EC
- Cessna 150
- Interstate Cadet
- Jodel DR1050
- Piper PA-11
- Piper PA-18-95

 Francia
- SAN Jodel D.150 Mascaret